# Чипировине
Чипировине (серб. Ћипировине / Ćipirovine) — село в общине Биелина Республики Сербской Боснии и Герцеговины. Население составляет 675 человек по переписи 2013 года.